# Eudorylas albucus
Eudorylas albucus är en tvåvingeart som först beskrevs av Hardy 1968.  Eudorylas albucus ingår i släktet Eudorylas och familjen ögonflugor. Inga underarter finns listade i Catalogue of Life.